# 猿の生肝
猿の生肝（さるのいきぎも）は、世界に広く分布した寓話性童話の一つ。日本では、動物形態の説明伝説としての意味を付加している。海月（くらげ）の出る説話は「くらげ骨なし」ともいう。

## 概要
治病の妙薬として、猿の生肝を取りに竜王から遣わされた海月が、猿を騙して帰る途中、その目的を洩らしたため、猿に生肝を樹上に置き忘れたと騙されて逃げられた。その罪を竜王に責められ、打たれて骨なしになった。
海月が亀となっている話もある。この場合は打たれて骨なしになる代わり、猿に石を投げつけられて甲羅にひび割れができる。
古代インドの説話集パンチャタントラや、日本の説話集の注好選、今昔物語集（巻第五・天竺部）などに類話が見える。
- 猿の肝や頭部は薬の原料として扱われる。猿の頭部は黒焼きになり、猿頭霜（えんとうそう）と呼ばれる[6]。